# Pidonia discoidalis
Pidonia discoidalis är en skalbaggsart som beskrevs av Maurice Pic 1901. Pidonia discoidalis ingår i släktet Pidonia och familjen långhorningar. Inga underarter finns listade i Catalogue of Life.